# 莱索尔姆
莱索尔姆（法語：Les Ormes，法語發音：[lez‿ɔʁm] ⓘ）是法国新阿基坦大区维埃纳省的一个市镇，位于该省北部，属于沙泰勒罗区。

## 地理
莱索尔姆（46°58'20"N, 0°36'22"E）面积24.22 平方千米，位于法国新阿基坦大区维埃纳省，该省份为法国中西部省份，北起曼恩-卢瓦尔省和安德尔-卢瓦尔省，西接德塞夫勒省，南至夏朗德省，东南接上维埃纳省，东临安德尔省。
与莱索尔姆接壤的市镇（或旧市镇、城区）包括：昂托尼勒蒂亚克、笛卡尔、皮西尼、比克瑟伊、当热-圣罗曼、皮勒港、克勒兹河畔圣雷米。
莱索尔姆的时区为UTC+01:00、UTC+02:00（夏令时）。

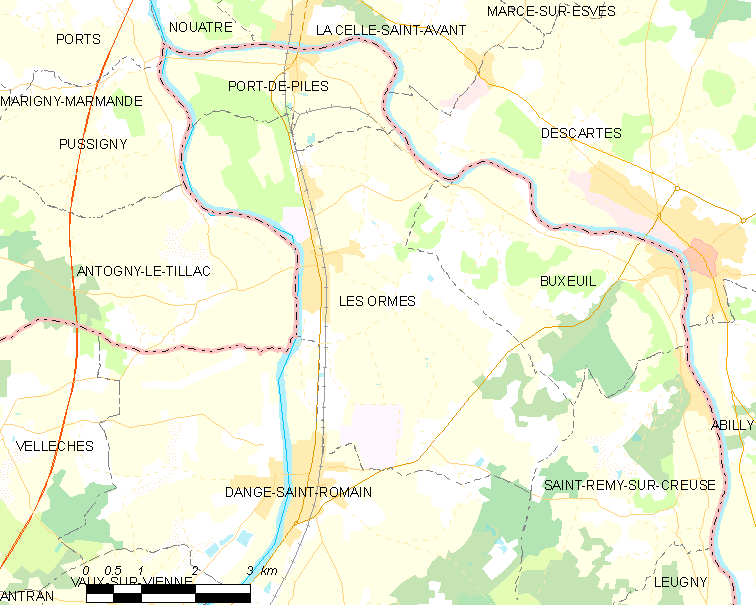
莱索尔姆的OSM定位图

## 行政
莱索尔姆的邮政编码为86220，INSEE市镇编码为86183。

## 政治
莱索尔姆所属的省级选区为沙泰勒罗第二县。

## 人口

1962-2008年间莱索尔姆人口变化图示

莱索尔姆于2022年1月1日时的人口数量为1620人。